# 氟甲砜霉素
氟甲砜霉素 (商品名：纽弗罗；砜/fēng/)，又名“氟氯霉素”或“氟苯尼考”；氟甲磺氯黴素，是甲砜霉素的单氟衍生物。氟甲砜霉素是一种能有效抑菌的氯霉素类广谱抗生素，抗菌活性强于氯霉素和甲砜霉素。氟甲砜霉素克服了氯霉素易产生耐药性和造成再生障碍性贫血的问题，具有抗菌谱广、口服吸收好、体内分布广泛、生物利用度高、应用安全等特点。

## 动物应用
氟甲砜霉素在大部分国家被主要用于牛、猪、鸡及鱼的细菌性疾病。
在美国，氟甲砜霉素是目前批准用于治疗由溶血性曼氏（巴氏）杆菌（Mannheimia (Pasteurella) haemolytica）、多杀性巴氏杆菌（Pasteurella multocida）和睡眠嗜血杆菌（Haemophilus somnus）等引起的牛呼吸系统疾病（BRD，bovine respiratory disease），及由坏死梭杆菌（Fusobacterium necrophorum）和产黑色素拟杆菌（Bacteroides melaninogenicus）等引起的牛趾间蜂窝织炎（脚气病、脚腐病、急性叉坏死杆菌病症，传染性蹄部皮炎）的治疗。
氟甲砜霉素通常用于治疗溶血性曼氏杆菌、多杀性巴氏杆菌及睡眠嗜血杆菌相关的牛呼吸道疾病。氟甲砜霉素经鱼口服10mg/kg后，1.5～3小时在组织中的浓度最高可达3～8μg/g。氟甲砜霉素在血液和组织中的半衰期为3～4小时。
1990年，氟甲砜霉素在日本上市并应用于水产养殖业。1999年4月，中国农业部批准氟甲砜霉素为国家二类新兽药(保护期4年)。

## 制备
1979年，先灵葆雅公司的Nagabhushan发明了用甲砜霉素制备氟甲砜霉素的方法并申请了专利。1984年，Nagabhushan申请了用氯霉素中间体制备氟苯尼考的专利。
2001年，中国科学院上海有机化学研究所的林国强等人也发明了氟甲砜霉素的制备方法并申请了专利。
由于氯霉素及其中间体已经没有工业化生产，目前主要采用甲砜霉素来制备氟甲砜霉素。

## 作用机理
氟甲砜霉素主要通过竞争性结合细菌70S核糖体上50S亚基，抑制肽酰基转移酶，从而抑制肽链的延伸并干扰细菌蛋白的合成。

## 耐药性
1996年，韩国的Kim E和Aoki T首次发现巴氏杆菌R质粒上的pp-flo基因可以对氟甲砜霉素产生耐药性。已经报道的可介导氟甲砜霉素耐药性的细菌蛋白主要有Flo、Flor、FexA、Cfr和PP-Flo。

## 兽药残留及检测
目前，氟苯尼考残留量的检测方法有气相色谱法、气相色谱-质谱法及液相色谱-串联质谱法。

## 毒性
林口長庚紀念醫院腎臟科醫師顏宗海表示，「氟甲磺氯黴素」這種新一代的氯黴素雖然號稱「比較安全」，但仍屬毒性很強的氯黴素一類，在醫院，目前早已停用針劑以及口服的氯黴素藥品，只剩眼藥膏有在使用，就是擔心可能的後遺症。顏宗海說，氯黴素具骨髓毒性，濃度高時，可能引發再生性不良貧血，甚至有致血癌疑慮；體質敏感者，也可能因此引發蕁麻疹、氣喘等過敏反應。